# 圣拉里-苏朗
圣拉里-苏朗（法語：Saint-Lary-Soulan，法語發音：[sɛ̃ laʁi sulɑ̃]）是法国上比利牛斯省的一个市镇，属于巴涅尔德比戈尔区。该市镇于1963年由原市镇圣拉里（Saint-Lary）和苏朗（Soulan）合并而成。

## 地理
圣拉里-苏朗（42°48'57"N, 0°19'22"E）面积90.97 平方千米，位于法国奧克西塔尼大區上比利牛斯省，该省份为法国西南部内陆省份，北至热尔省，西接大西洋比利牛斯省，南与西班牙接壤，东临上加龙省。
与圣拉里-苏朗接壤的市镇（或旧市镇、城区）包括：欧隆、阿拉纽埃特、阿泽、卡代扬-特拉谢尔、昂镇、热诺斯、萨扬、特拉姆扎伊格、维耶勒欧尔、维涅克、巴雷日、别尔萨。

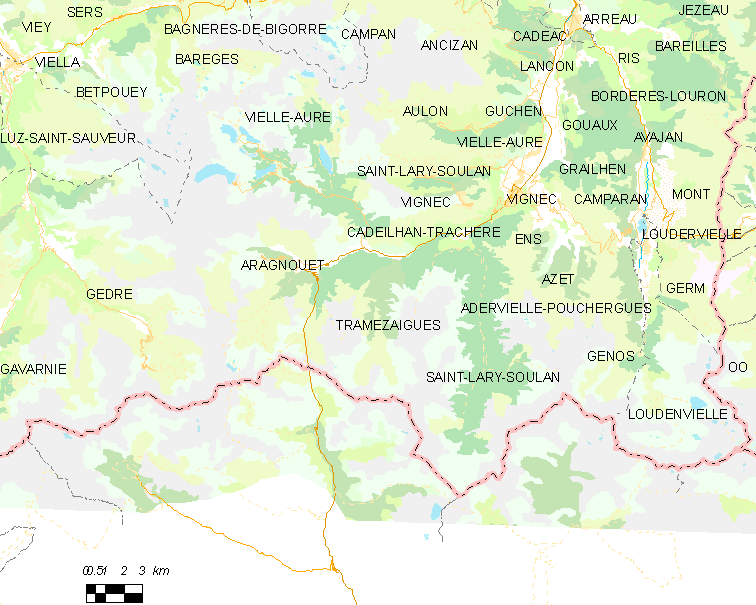
圣拉里-苏朗的OSM定位图

圣拉里-苏朗的时区为UTC+01:00、UTC+02:00（夏令时）。

## 行政
圣拉里-苏朗的邮政编码为65170，INSEE市镇编码为65388。

## 政治
圣拉里-苏朗所属的省级选区为内斯特-欧尔-卢龙县。

## 人口

1962-2008年间圣拉里-苏朗人口变化图示

圣拉里-苏朗于2022年1月1日时的人口数量为837人。